# Брест-Центральный
Бре́ст-Центра́льный (бел. Брэ́ст-Цэнтра́льны) — узловая электрифицированная железнодорожная станция в городе Брест (Республика Беларусь). Является на Белорусской железной дороге станцией стыкования родов тока — переменного (со стороны Минска) и постоянного (со стороны Польши). Полноценной станцией стыкования не позволяет ее считать отсутствие возможности прохождения на двухсистемных поездах на "выбеге".
Находится в 347 км от Минска. Является первым электрифицированным вокзалом на территории Белоруссии. 3 раза в день ходит пограничный поезд Брест—Тересполь, вагоны БЧ, и поезд Брест—Варшава. В Бресте есть пути колеи 1435 мм для приёма европейских поездов. Также ходят поезда из стран СНГ до Бреста.
На линиях Брест—Высоко-Литовск, Брест—Лунинец, Брест—Барановичи работают пригородные поезда, ходят экспрессы Штадлер до Минска, также поезда южного направления.
Пригородные поезда обслуживаются Др1а, Эр9м, Эпр, Эпг и Эпм.
В Бресте-Северном проводят манёвры с грузовыми поездами.
Восточнее вокзала меняют колёса товарным поездам. В Жабинке расположен узловой пункт. Есть направления на Минск и Лунинец через Пинск. В Брестской узел входят участки: Брест-Центральный, Брест-Северный, Брест-Полесский, Брест-Южный, Брест-Восточный, к Жабинке и Тересполю (Польша).

## История
Первое здание брестского вокзала было построено к 1886 году и открыто 28 мая того года в присутствии императора Александра III.
Вокзал был построен в виде «средневекового замка» с четырьмя водонапорными башнями, его стиль в целом соответствовал стилю Белорусской железной дороге. Вокзал был оборудован водяным отоплением. В залах для пассажиров 1-го и 2-го классов полы были паркетные, для 3-го класса — дощатые, в подсобных помещениях — асфальтовые. Вскоре вокзал стал первым на российских железных дорогах, где было установлено электрическое освещение — 160 лампочек по 20 свечей появились в залах и на перронах и 12 фонарей по 50 свечей освещали привокзальную площадь.

В июле 1900 года по пути в эмиграцию станцию проезжал Ленин (мемориальная доска на здании вокзала).
В 1915 году, в ходе Первой мировой войны, здание вокзала сильно пострадало при отступлении русских войск. По окончании войны власти Польши, которой отошёл Брест, построили новое здание.
В начале Великой Отечественной войны защитники вокзала героически обороняли здание. После окружения работники станции и милиционеры укрылись в подвалах. Тогда немецкие захватчики почти полностью затопили подвалы водой. Часть защитников погибла, а часть захвачена в плен.
Побывавший в Бресте в 1949 году маршал Климент Ворошилов посодействовал принятию решения о реконструкции вокзала, которая и была проведена в 1953—1957 годах.
В 2009—2014 году на вокзале проходила масштабная реконструкция пассажирского комплекса, которая затронула здания, инженерные коммуникации, прилегающие территории и путевую инфраструктуру. Появились парковки, центральный зал ожидания на 240 посадочных мест, зал пограничного контроля и таможенного оформления, зал повышенной комфортности, номера отдыха, благоустроены перроны и подземный переход между Варшавской и Московской сторонами вокзала.
Силами работников создан историко-политический музей вокзала станции Брест-Центральный.
В Бресте На Московской стороне пути 1520 мм. На Варшавской стороне 4 пути два из которых 1435 мм и два пути 1520 мм.

## Путевое развитие
Вокзал имеет 2 стороны: - С юга Московскую сторону вокзала, с севера - Варшавскую.
С Московской стороны вокзала отправляются все пригородные и скорые поезда на восток и юг Белоруссии. Московская сторона является конечной остановкой для всех поездов, как пригородных, так и скорых(в том числе и транзитных поездов-международников). К западу от Московской стороны вокзала железная дорога со всех сторон упирается въездом в депо. Поэтому даже и те скорые поезда, которые через Брест проходят транзитом(поезда-международники), тоже ведут себя так же, как и те скорые поезда, у которых здесь конечная остановка - отцепляется от поезда впереди локомотив ЧС4т, а сзади к нему подцепляется маневровый локомотив ЧМЭ3, который затем загоняет состав в депо, из них прицепные вагоны "Москва - Брест", так же как и отдельный скорый поезд этого же сообщения(и многие другие скорые поезда, имеющие здесь конечную остановку), загоняются в депо на отстой, а вагоны типа "Риц", следующие по международному маршруту транзитом дальше на Европу, загоняются в депо вместе с пассажирами для смены колёс на европейскую ширину колеи.
Ну а с Варшавской стороны вокзала могут тоже некоторые скорые и пригородные поезда отправляться на восток и юг Белоруссии, а в западном направлении отправляется пригородный дизель-поезд по маршруту "Брест—Высоко-Литовск", ну а скорые поезда международного сообщения с вагонами европейских габаритов ранее в докоронавирусные времена переезжали границу до Тересполя и далее затем шли по польской территории. Так же имелся и пограничный поезд ""Брест—Тересполь" с обычными вагонами скорого поезда российских габаритов и с польским локомотивом  Ep07.

## Смена колеи
В депо при вокзале происходит смена колёс, если поезд идёт через Брест в Европу. Примерами являются поезда: Москва-Ницца, Москва-Париж, «Полонез». Сначала поезд прибывает на Московскую сторону, от них отцепляют электровоз переменного тока (Чс4т, Чс8, Эп20 или подобный), Прицепляют маневровый тепловоз (ЧМЭ3 и М62) и ведут в депо где меняют колёсные тележки. Вагоны ставят на домкраты, удаляют тележки колеи 1520 мм. Мотовоз колеи 1435 мм привозит тележки евроколеи 1435 мм, на них ставят вагоны, дополнительно меняют сцепки на европейские. Далее везут маневровый тепловоз ЧМЭ3 и М62 стандартной колеи на Варшавскую сторону. Оттуда забирает польский электровоз Ep07, который едет до Тересполя.
У «Стрижей» Москва-Берлин есть специальные устройства смены ширины колеи на ходу.

## Дальнее сообщение
По состоянию на декабрь 2018 года вокзал отправляет и принимает поезда следующих направлений:
| Поезда международных линий | Поезда международных линий | Поезда международных линий | Поезда международных линий |
| Маршрут движения           | № поезда                   | Маршрут движения           |                            |
| -------------------------- | -------------------------- | -------------------------- | -------------------------- |
| 003                        | Москва — Брест             | 004                        | Брест — Москва             |
| 007                        | Москва — Брест             | 008                        | Брест — Москва             |
| 013 «Стриж»                | Москва — Берлин            | 14 «Стриж»                 | Берлин — Москва            |
| 017                        | Москва — Ницца             | 018                        | Ницца — Москва             |
| 137В                       | Брест — Прага              | 115В                       | Прага — Брест              |
| 023                        | Москва — Париж             | 024                        | Париж — Москва             |
| 027 «Буг»                  | Москва — Брест             | 028 «Буг»                  | Брест — Москва             |
| 051                        | Санкт-Петербург — Брест    | 052                        | Брест — Санкт-Петербург    |
| 095                        | Москва — Брест             | 096                        | Брест — Москва             |
| 103                        | Новосибирск — Брест        | 104                        | Брест — Новосибирск        |
| 119                        | Брест — Тересполь          | 120                        | Тересполь — Брест          |
| 123                        | Брест — Тересполь          | 124                        | Тересполь — Брест          |
| 125В                       | Брест — Варшава            | 128В                       | Варшава — Брест            |

| Поезда межрегиональных линий экономкласса | Поезда межрегиональных линий экономкласса | Поезда межрегиональных линий экономкласса | Поезда межрегиональных линий экономкласса |
| № поезда                                  | Маршрут движения                          | № поезда                                  | Маршрут движения                          |
| ----------------------------------------- | ----------------------------------------- | ----------------------------------------- | ----------------------------------------- |
| 603                                       | Гомель — Брест                            | 604                                       | Брест — Гомель                            |
| 605                                       | Витебск — Брест                           | 606                                       | Брест — Витебск                           |
| 607                                       | Минск — Брест                             | 608                                       | Брест — Минск                             |
| 645                                       | Минск — Брест                             | 646                                       | Брест — Минск                             |
| 649                                       | Могилёв — Брест                           | 650                                       | Брест — Могилёв                           |
| 651                                       | Минск — Брест                             | 652                                       | Брест — Минск                             |
| 653                                       | Витебск — Брест                           | 654                                       | Брест — Витебск                           |
| 657                                       | Витебск — Брест                           | 658                                       | Брест — Витебск                           |
| 663                                       | Минск — Брест                             | 664                                       | Брест — Минск                             |
| 667                                       | Минск — Брест                             | 668                                       | Брест — Минск                             |
| 675                                       | Гомель — Брест                            | 676                                       | Брест — Гомель                            |
| 681                                       | Минск — Брест                             | 682                                       | Брест — Минск                             |

| Поезда межрегиональных линий бизнес-класса | Поезда межрегиональных линий бизнес-класса | Поезда межрегиональных линий бизнес-класса | Поезда межрегиональных линий бизнес-класса |
| № поезда                                   | Маршрут движения                           | № поезда                                   | Маршрут движения                           |
| ------------------------------------------ | ------------------------------------------ | ------------------------------------------ | ------------------------------------------ |
| 701                                        | Минск — Брест                              | 702                                        | Брест — Минск                              |
| 711                                        | Минск — Брест                              | 712                                        | Брест — Минск                              |
| 723                                        | Минск — Брест                              | 724                                        | Брест — Минск                              |
| 725                                        | Минск — Брест                              | 726                                        | Брест — Минск                              |
| 727                                        | Минск — Брест                              | 728                                        | Брест — Минск                              |

## Фото

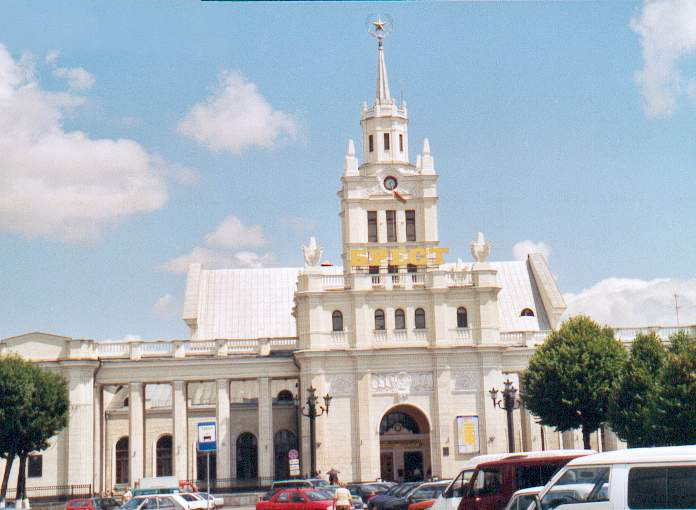
Здание вокзала
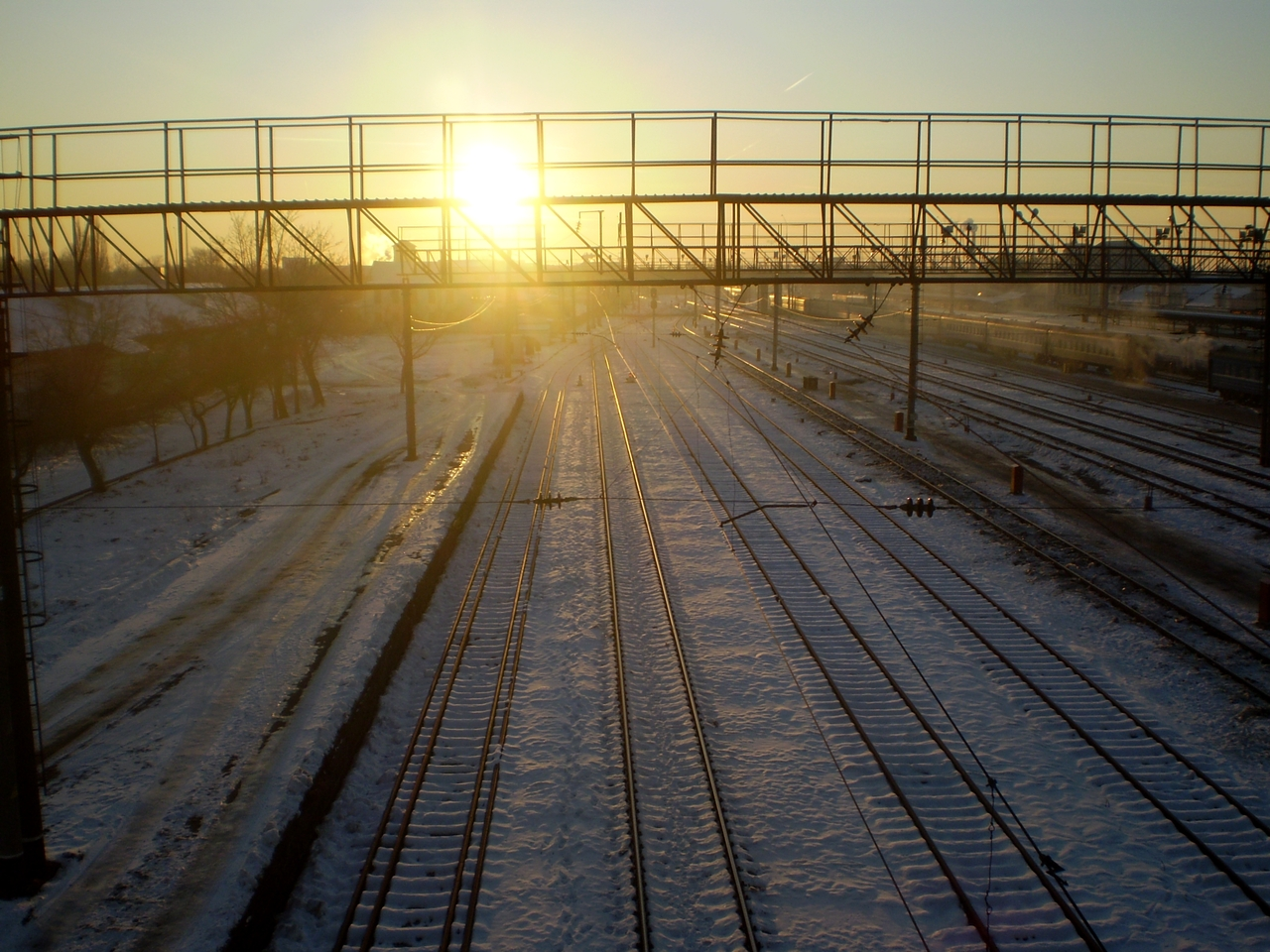
Парк станции
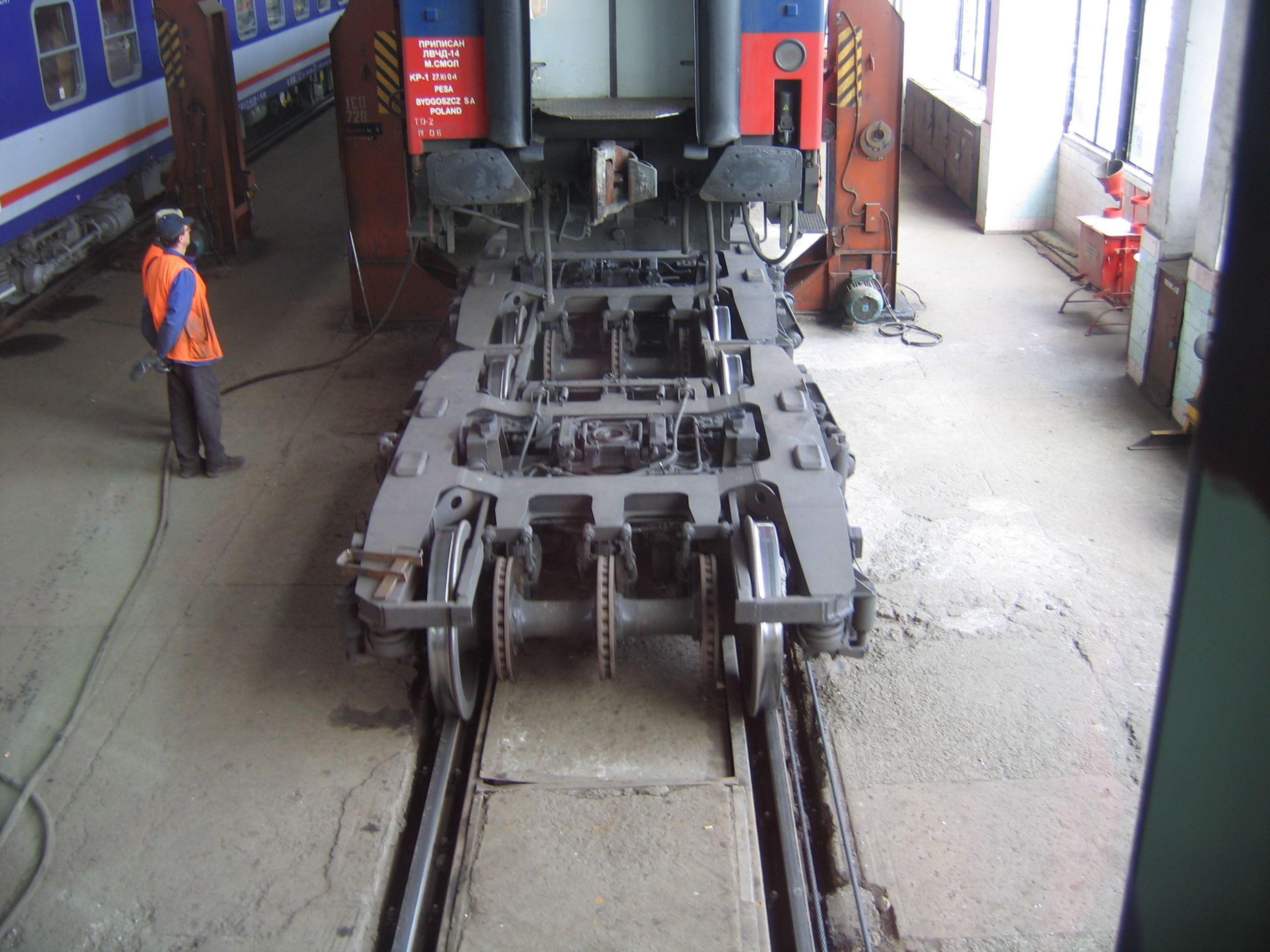
Смена тележек
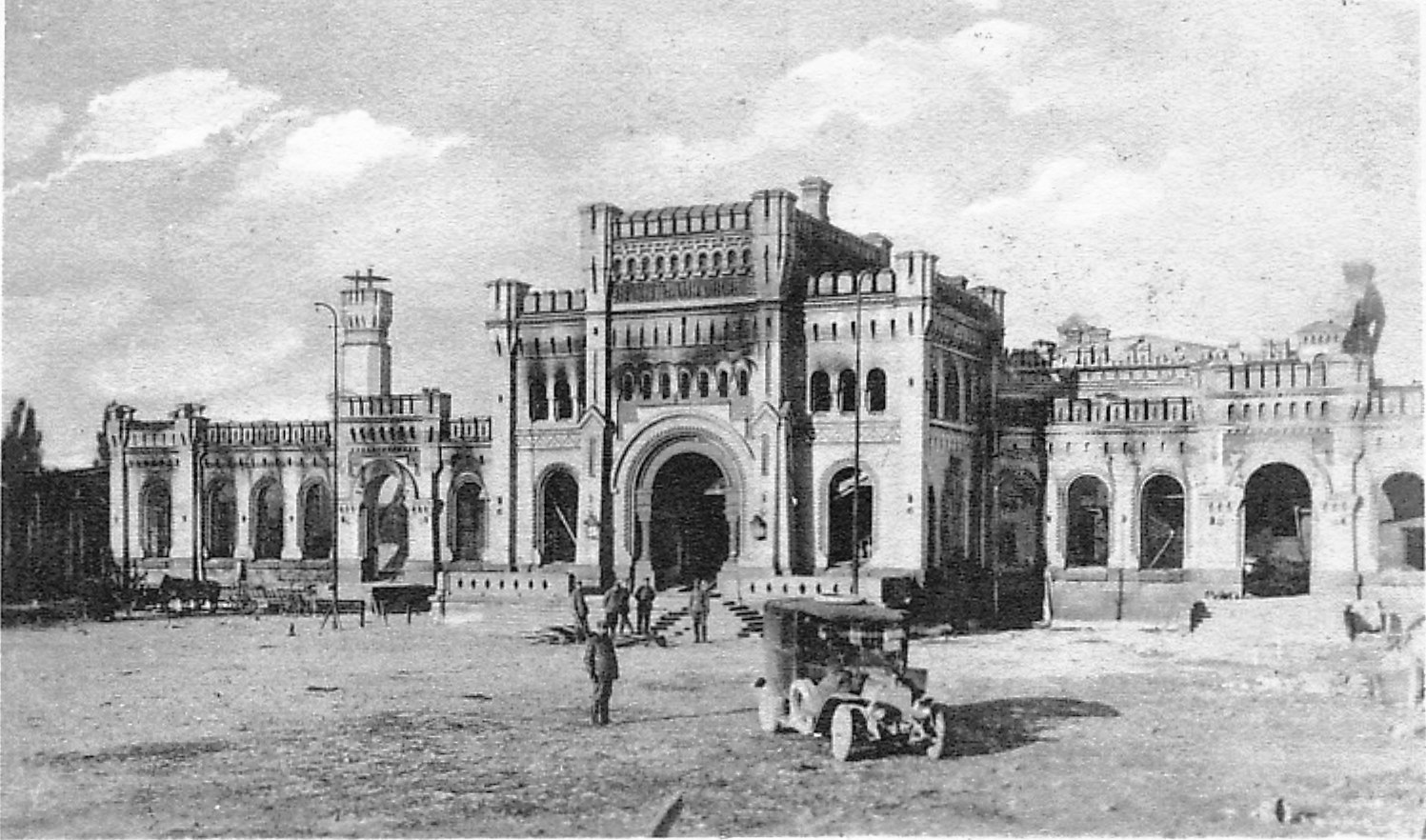
Брестский железнодорожный вокзал в годы Первой мировой войны (около 1915 года)
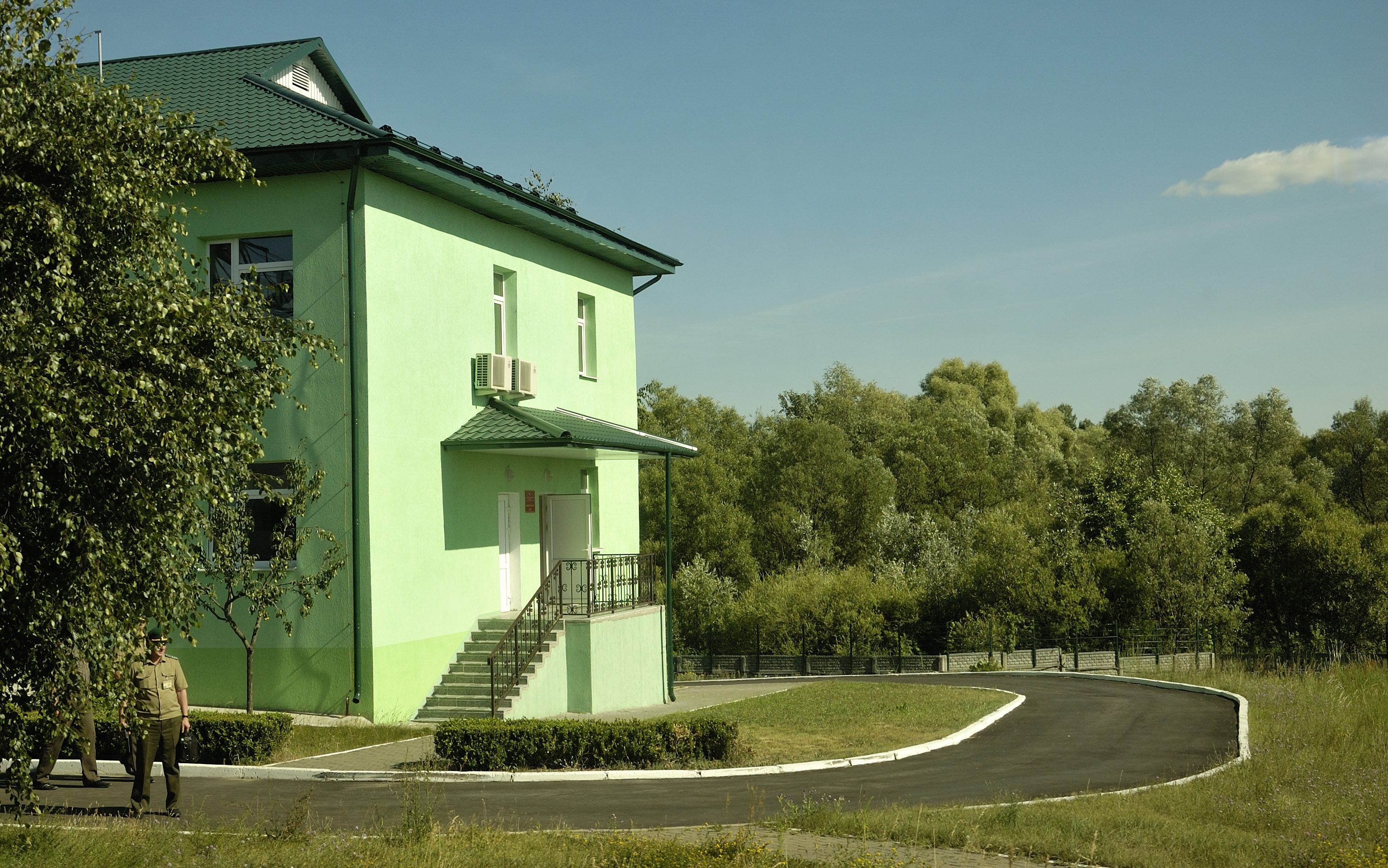
Железнодорожное отделение пограничного контроля «Буг»